# Liste der Monuments historiques in Trégourez
Die Liste der Monuments historiques in Trégourez führt die Monuments historiques in der französischen Gemeinde Trégourez auf.

## Liste der Bauwerke
| Bezeichnung                              | Beschreibung | Standort | Kennzeichnung | Schutzstatus | Datum | Bild           |
| ---------------------------------------- | ------------ | -------- | ------------- | ------------ | ----- | -------------- |
| Kapelle Notre-Dame de Pontouar und Kreuz |              | (Lage)   | PA00090463    | Inscrit      | 1928  | weitere Bilder |
| Kirche St-Idunet und Calvaire            |              | (Lage)   | PA00090462    | Inscrit      | 1927  | weitere Bilder |

## Liste der Objekte
- Monuments historiques (Objekte) in Trégourez in der Base Palissy des französischen Kultusministeriums